# Ekonomika nacistického Německa

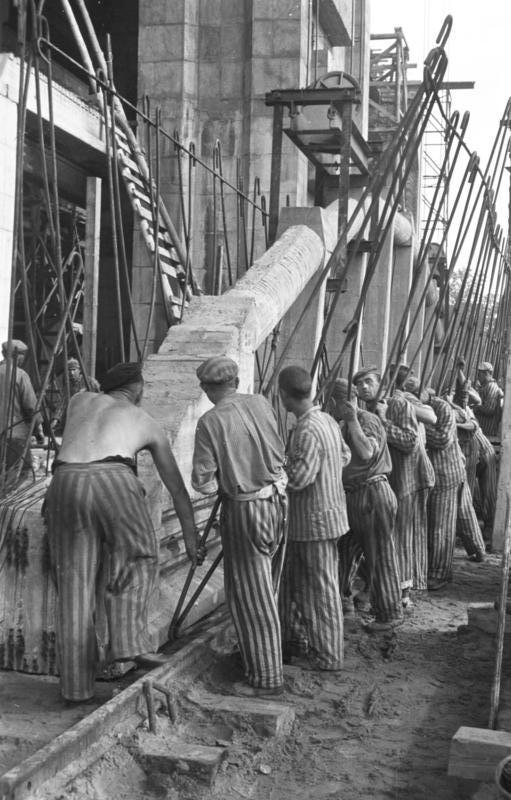
Vězni při stavbě ponorkových kotců Valentin pro ponorky U-boot v roce 1944

Ekonomika nacistického Německa byla spolu s dalšími světovými ekonomikami zasažena velkou hospodářskou krizí, kdy po krachu na newyorské burze v roce 1929 prudce vzrostla nezaměstnanost. Když se Adolf Hitler stal v roce 1933 německým kancléřem, zavedl politiku zaměřenou na zlepšení ekonomiky. Změny se týkaly zejména privatizace státem vlastněných průmyslových podniků a dovozního cla. Mimo jiné se snažil o dosažení autarkie (národní hospodářské soběstačnosti). Týdenní výdělek se v letech 1933 až 1939 reálně zvýšil o 19 %, což však bylo většinově způsobeno tím, že zaměstnanci pracovali déle, nikoli zvýšením hodinové mzdy. Kvůli omezenému zahraničnímu obchodu navíc muselo mnoho Němců využívat přídělový systém.
Nacisté věřili ve válku jako „hlavní motor lidského pokroku“ a tvrdili, že smyslem hospodářství by mělo být umožnit zemi vést a vyhrávat expanzivní války. Proto téměř okamžitě po nástupu k moci zahájili rozsáhlý program vojenského zbrojení, na který byla vynaložena většina peněz z rozpočtu. Během 30. let nacistické Německo zvyšovalo své vojenské výdaje rychleji než kterýkoli jiný stát a armáda nakonec ve 40. letech představovala většinu státní ekonomiky. Armáda byla před válkou financována především prostřednictvím deficitního financování (vládní půjčky), přičemž nacisté očekávali, že svůj dluh splatí bohatstvím dobytých národů. K získání bohatství sice došlo, ale jeho hodnota zdaleka nesplnila nacistická očekávání. Několik vědců označilo nacistickou ekonomiku za dirigistickou. Podle historika Richarda Overyho se jednalo o smíšenou ekonomiku, která kombinovala volný trh s centrálním plánováním. Overy ji popisuje jako ekonomiku ležící mezi příkazovou ekonomikou Sovětského svazu a ekonomikou Spojených států amerických.
Nacistická vláda navázala partnerství s předními německými podnikateli, kteří podporovali režim výměnou za výhodné zakázky, dotace a potlačování odborů. Vláda podporovala kartely a monopoly na úkor malých podniků, přestože nacisté získali značnou část hlasů od drobných podnikatelů.
Nacistické Německo si udržovalo otrockou pracovní sílu složenou z vězňů koncentračních táborů, jenž se rozšířily po začátku druhé světové války. Jen v Polsku bylo po celou dobu války využíváno jako otrocká pracovní síla přibližně pět milionů lidí (včetně polských Židů). Otrockou pracovní sílu využívaly také přední německé koncerny, jako například Thyssen, Krupp, IG Farben, Bosch, Blaupunkt, Daimler-Benz, Demag, Henschel, Junkers, Messerschmitt, Siemens a Volkswagen, a také nizozemský koncern Philips. V roce 1944 tvořili otroci čtvrtinu veškeré civilní pracovní síly v Německu a většina německých továren měla kontingent vězňů.